# Ридлингсдорф
Ридлингсдорф (нем. Riedlingsdorf) — ярмарочная община (нем. Marktgemeinde) в Австрии, в федеральной земле Бургенланд. 
Входит в состав округа Оберварт.  Население составляет 1646 человек (на 31 декабря 2005 года). Занимает площадь 16,1 км². Официальный код  —  1 09 20.

## Политическая ситуация
Бургомистр общины — Эрвин Кайпель (СДПА) по результатам выборов 2007 года.
Совет представителей общины (нем. Gemeinderat) состоит из 19 мест.
- СДПА занимает 14 мест.
- АНП занимает 4 места.
- АПС занимает 1 место.